# The Girl Said No (film, 1937)
Pour les articles homonymes, voir The Girl Said No.
Pour plus de détails, voir Fiche technique et Distribution.
The Girl Said No est un film américain en noir et blanc réalisé par Andrew L. Stone, sorti en 1937.

## Synopsis
Jimmy, un bookmaker louche, plaqué par sa petite-amie, une danseuse de music-hall cupide, dresse un plan pour la reconquérir. Il prétend être un agent artistique et qu'elle est sa nouvelle découverte. Il promet de faire d'elle une star. Il engage une troupe sans travail pour une représentation de The Mikado de Gilbert & Sullivan afin de convaincre la fille qu'il est réel. Tout va bien et son plan fonctionne. Le seul problème est que la fille l'aime maintenant.

## Fiche technique
- Titre original : The Girl Said No
- Titre français : Princesse d'opérette[1]
- Réalisation : Andrew L. Stone
- Scénario : Andrew L. Stone, Betty Laidlaw et Robert Lively
- Photographie : Ira H. Morgan
- Musique : Arthur Kay, Edwin Lester
- Production : Andrew L. Stone
- Société(s) de distribution : Grand National Pictures
- Pays d'origine : États-Unis
- Format : noir et blanc - 1,37:1 - Mono (Western Electric Mirrophonic Recording)
- Genre : Film musical
- Durée : 76 min
- Dates de sortie :
  -  États-Unis : 15 octobre 1937

## Distribution
- Robert Armstrong : Jimmie Allen
- Irene Hervey : Pearl Proctor / Peep-Bo
- Paula Stone : Mabel
- Edward Brophy : Pick
- Holmes Herbert : Charles Dillon (scènes coupées)
- Richard Tucker : Charles Dillon
- Max Davidson : Max
- Josef Swickard : Jonesy
- Bert Roach : Sugar Plum
- Arthur Kay : Adolph
- Vera Ross : Beatrice Hathaway / Katisha